# Likouxiang (ort i Kina, Henan Sheng, lat 33,83, long 113,32)
Likouxiang (kinesiska: 李口乡) är en ort i Kina. Den ligger i provinsen Henan, i den centrala delen av landet, omkring 110 kilometer söder om provinshuvudstaden Zhengzhou. Antalet invånare är 24 317. Befolkningen består av 11 759 kvinnor och 12 558 män. Barn under 15 år utgör 21,0 %, vuxna 15-64 år 67 %, och äldre över 65 år 10,0 %.
Runt Likouxiang är det tätbefolkat, med 659 invånare per kvadratkilometer. Närmaste större samhälle är Pingdingshan, 9,9 km söder om Likouxiang. Trakten runt Likouxiang består till största delen av jordbruksmark.
Genomsnittlig årsnederbörd är 819 millimeter. Den regnigaste månaden är september, med i genomsnitt 157 mm nederbörd, och den torraste är januari, med 5 mm nederbörd.